# Меламед Марина Львівна
Марина Львівна Меламед (нар.. Харків, Українська РСР, СРСР), друге ім'я — Аріела) — поетеса, бард, письменниця, есеїстка, артистка авторського «театру одного актора».
За словами гумориста Мар'яна Біленького — «відомий бард, автор пісень на слова російських поетів, поет, прозаїк, кукольник, режисер, актриса — коротше кажучи, особа без певних занять».
Лауреатка і член журі фестивалів авторської пісні в Україні, Росії та в Ізраїлі, лауреат національної премії «Олива Єрусалиму» (2007) у номінації «проза» — за внесок в єврейську літературу, лауреат премії «Тарбут Ру» 2009 року в номінації «мала проза», володар бард-Оскара 2009 року (міжнародний фестиваль авторської пісні «Бард-Тур — 2009»). Неодноразовий призер міжнародного поетичного фестивалю «Емігрантська ліра» (Брюссель-2010, Льєж-Париж-2012), лауреат міжнародного поетичного турніру «Пушкін в Британії» (2005) у номінації «авторська пісня».
З 2013 року Марина Меламед організатор міжнародного поетичного фестивалю «Дорога до Храму» (удвох з Іриною Маулер), в інтернеті та в Ізраїлі.
Переможниця конкурсу есеїстів фестивалю «Емігрантська ліра»-2014, переможниця поетичного слему «Емігрантської ліри»-2012.
Виступає з авторськими виставами під гітару — за розповідями Кановіча, В Інбер та інших.
Вела єдину в Ізраїлі дитячу бардівську студію «Кіндерсюрприз».
З 1997 року керує єрусалимським КСП «Капелюх».
У 2007 році Марина Меламед виступала в Кнесеті на вечорі, присвяченому 40-річчю об'єднання Єрусалиму, з піснею на вірші Ігоря Бяльского «Я повертаюся до Єрусалиму» та на свою музику.

## Біографія
Марина Аріела Меламед родом з Харкова. Вона здобула три освіти — музичну та філологічну: музучилище і філфак Харківського університету, театральну — Єрусалимська школа візуального театру. Викладає гітару, займається арт-терапією (терапія за допомогою мистецтва) і розвитком голосу.
Батьки — інженери, батько, Леонід (Лев) Ілліч Меламед, будував медустанови, розробив і впровадив в Україні проект клинмістечків. Дід — відомий композитор, піаніст і аранжувальник Євген Рохлін, написав для Майї Кристалінської знамениту пісню «Ми з тобою випадково в житті зустрілися», акомпаніатор Ізабелли Юр'євої.
Інший дід, Меламед Ілля Овсійович, був першим комсоргом Каховки, а потім — головним бухгалтером міністерства кольорової металургії України 40-х — 60-х років минуло століття.
У 1985 році Марина Меламед організувала Клуб співаної поезії (КСП) «Товариш гітара» (перший дитячий КСП в Україні), виконувала бардівську класику, пісні на івриті та ідиш.
В Україні був відомий дует у складі Марини Меламед та Ірини Федорової.
З 1990 року Марина Меламед живе в Ізраїлі, в Єрусалимі.
В Ізраїлі вона з 1990 року, організатор першого КСП в Ізраїлі (Хайфа, 1990—1993).
В Ізраїлі закінчила Єрусалимську школу візуального театру за спеціальністю «Перфоманс». Випускний спектакль «Колискова для капелюха» був визнаний одним з кращих на театральному фестивалі у Вроцлаві (1998).
В Ізраїлі Марина Аріела випустила близько двадцяти музичних альбомів.
Крім власних творів, пише пісні на вірші Ігоря Бяльского (Єрусалим), Лоріни Димової (Єрусалим), Юлія Кіма, Олександра Файнберга (Ташкент), Вадима Левіна (Харків-Марбург), Наталії Рєзнік (США), Данила Чконія (Німеччина), Алекса Габріеля (США) тощо.
Марина Аріела пише прозу і вірші, перебуває в Спілці письменників Ізраїлю, публікується в різних літературних альманахах та журналах — в Ізраїлі, Росії, Україні, США.
Автор чотирьох книг прози та збірки віршів. Її пісні увійшли до Антології ізраїльської авторської пісні (2002).
Регулярно публікується в різних літературних альманахах та журналах — в Ізраїлі, Росії, Україні, США. Автор «Єрусалимського журналу», «Літературного Єрусалиму», журналу «Артикль» та ін.
У 2000—2015 роки проводила в Єрусалимі і на фестивалі Дуговка (Ізраїль), (нині — фестиваль Сахнівка (Ізраїль)) «Пісочницю» — концерти для дітей та їх батьків.
Разом з Інною Вінярською створила проект «Наомі Шемер — російська версія» — класика ізраїльської естради російською мовою.
Проводить єрусалимські камерні фестивалі-концерти: «Вільний стиль», «Пісні наших батьків», «Барди Єрусалиму».
З 2013 року Марина Аріела Меламед та Ірина Маулер проводять міжнародний поетичний фестиваль «Дорога до Храму». У 2014 році разом з Іриною Маулер увійшла до короткого списку «Російської премії» — «За внесок у розвиток та збереження традицій російської культури за межами Російської Федерації»
Брала участь у записі раритетного диска «Єрусалимський альбом», вип.1 (2002), (додаток до «Єрусалимського журналу»)